# アントニヌス・リベラリス
アントニヌス・リベラリス（古希: Ἀντωνῖνος Λιβεράλις, Antōnīnus Līberālis）は、古代ローマの神話作家である。長音によりアントーニーヌス・リーベラーリスとも表記される。ギリシア神話の変身譚を集めた『変身物語集』（古希: Μεταμορφώσεων Συναγωγή, Metamorphōseōn Synagōgē）の著者として知られる。

## 概要
生没年および出生地は未詳。『変身物語集』の中にはクレタ島を舞台とする神話が6話、エジプトと結びついた神話が1話あり、アントニヌスの出生地と結びつけて考えることは可能だが、彼は同書に収録している神話のほとんどを先行する詩人や神話編纂家の作品に取材して著しているため、これをもってアントニヌスの故郷とするには根拠が薄い。彼の名前は明らかにラテン語であるが、アントニヌスは『変身物語集』をギリシア語で書いている。名前の後半部分のリベラリスは、彼の姓ではなく、ラテン語で「自由人となった」などの意味を持つ形容詞である。このことは彼が解放奴隷であったことを示唆しており、おそらく戦争によって捕虜となり、奴隷となっていたところを、第15代ローマ皇帝アントニヌス・ピウス（在位期間138年-161年）の時代に解放されたのではないかと推定されている。この通りであるならば、アントニヌスは紀元後2世紀から3世紀頃の、古典的教養を備えたギリシア人解放奴隷ということになるが、結局のところは推測の域を出ず、活動した時期や地域など、アントニヌスがどのような生涯を送ったのか全く分かっていない。著書については『変身物語集』以外は現存しておらず、他の著書に関する伝承も残されていないため、他にどのような作品があったのか、その全容も分かっていない。

## 作品
『変身物語集』（Μεταμορφώσεων Συναγωγή, Metamorphōseōn Synagōgē）
唯一知られている作品。全41話の神話物語が収録されている。作品のタイトル通り、全て変身譚を扱っている。本書の大きな特徴としてギリシア語で書かれており、文体は簡潔に徹し、そこにアントニヌス自身の考えや感情が入る余地はほとんどない。各変身譚の内容も簡潔である。各話はたいていは短く、それぞれ独立した物語となっており、前後の変身譚を関連付けることで1つの大きな叙事詩『変身物語』を作り出したオウィディウスとは明らかにスタイルが異なっている。このことは、アントニヌスが何よりもまず神話物語の内容を短く明快に語り、それによって神話のカタログを作成することに主眼を置いていたことを示している。『変身物語集』の興味深い特徴の1つとして、各話の冒頭に出典について記載されていることが挙げられる。これにより現在では散逸してしまい、タイトル以外はほとんど知られていない、幾人かの詩人や神話作家の作品の内容を知ることが出来る。しかもそのうちのいくつかはアントニヌスの他に伝えている者がいないため貴重である。アントニヌスが用いた資料の多くはヘレニズム期のものであり、コロポンのニカンドロスの『変身物語』（Heteroeumena）、ボイオスの『鳥類の系譜』（Ornithogonia）が特に多いほか、より古い時代に位置する女流詩人コリンナの『ウェロイア』（Weroia）、レロスのペレキュデスなども見い出せる。

## 日本語訳
日本では長い間翻訳されて来なかったものの、断片的ながらも読者がアントニヌスの著作に触れる機会はあった。その1例としてカール・ケレーニイの『ギリシアの神話 神々の時代』（原題：Die Mythologie der Griechen）および『ギリシアの神話 英雄の時代』（原題：Die Heroen der Griechen）を挙げることができる（1974年に中央公論社から高橋英夫・植田兼義の共訳で刊行、のち1985年に中公文庫）。ケレーニイがこの2書を書く際に使用した膨大な文献の中にアントニヌスが含まれていることは、日本語訳の巻末の引用文献略号表および原注により知ることができる。たとえばケレーニイは『ギリシアの神話 英雄の時代』において、12話「キュクノス」、17話「レウキッポス」、29話「ガリンティアス」、36話「パンダレオス」について触れている。
西洋古典学者の安村典子による全訳が登場したのは2006年のことで、『メタモルフォーシス ギリシア変身物語集』として講談社文芸文庫より刊行されている。